# ريوييا إيتو
ريوييا إيتو (باليابانية: 伊藤 遼哉) (مواليد 2 مايو 1998) هو لاعب كرة قدم ياباني.

## وصلات خارجية
- ريوييا إيتو على موقع رابطة كرة القدم اليابانية للمحترفين (اليابانية)
- ريوييا إيتو على موقع قاعدة بيانات كرة القدم.إي يو (الإنجليزية)
- ريوييا إيتو على موقع Soccerway.com (الإنجليزية)
- ريوييا إيتو على موقع عالم كرة القدم.نت (الإنجليزية)